# The Superior Foes of Spider-Man
The Superior Foes of Spider-Man (рус. Совершенные враги Человека-паука) — серия комиксов, выпускаемая издательством Marvel Comics с июля 2013 года по ноябрь 2014 года. Комикс авторства Ника Спенсера и Стива Либера начался как часть ивента Superior Spider-Month, который внёс большие изменения в сюжетные линии о Человеке-пауке после выхода The Superior Spider-Man #13, где погиб Алистер Смайт, а Человек-паук (Отто Октавиус) получил новый костюм и новую штаб-квартиру. В The Superior Foes of Spider-Man Человек-паук не появляется — о нём несколько раз упоминается, но героями комикса являются отрицательные персонажи — новый состав Зловещей шестёрки.

## Синопсис
Новым главой Зловещей шестёрки, теперь состоящей из Шокера, Овердрайва, Демона скорости и новой носительницы костюма Жука, Дженис Линкольн, стал Бумеранг. Недавно Шестёрка потеряла шестого члена команды и особым авторитетом Бумеранг не пользуется, а настроения в команде не слишком радужные. Все их планы заканчиваются одинаково — их всегда ловит Человек-паук, а если тот занят — приходят Мстители или другие герои.

## Создание
В марте 2013 года Marvel Comics выпустили тизер Superior Spider-Week, в рамках которой в мае был анонсирован The Superior Foes of Spider-Man одновременно с Superior Spider-Man Team-Up. Все эти серии, в свою очередь, стали частью второй волны Marvel NOW! — нового брендирования комиксов Marvel. Идею написать комикс о команде малоизвестных суперзлодеев Спенсер давно вынашивал, но был искренне удивлён, когда получил от Marvel Comics зелёный свет.

## Отзывы
The Superior Foes of Spider-Man считается так называемым sleeper hit — комикс неожиданно получил хорошие отзывы как от критиков, так и от читателей, сформировав вокруг себя большую фанатскую базу, при том что не был флагманским ивентом Marvel Comics. Первоначально было запланировано выпустить 13 выпусков, но в связи с популярностью серии их количество было увеличено до 17. В конце финального выпуска художник Стив Либер повторил сцену после титров фильма «Мстители», где герои едят шаурму.

## Коллекционные издания
| Название                                                               | Включенные выпуски                     | Дата выхода  | ISBN                |
| ---------------------------------------------------------------------- | -------------------------------------- | ------------ | ------------------- |
| The Superior Foes of Spider-Man Vol. 1: Getting the Band Back Together | The Superior Foes of Spider-Man #1-6   | март 2014    | ISBN 978-0785184942 |
| The Superior Foes of Spider-Man Vol. 2: The Crime of the Century       | The Superior Foes of Spider-Man #7-11  | август 2014  | ISBN 978-0785184959 |
| The Superior Foes of Spider-Man Vol. 3                                 | The Superior Foes of Spider-Man #12-17 | февраль 2015 | ISBN 978-0785191704 |